# CAR-T

lo schema rappresenta la metodica della terapia con cellule T del recettore chimerico dell'antigene (CAR), questo è un metodo immunoterapico, sempre più viene usata nel trattamento del cancro.
Il risultato finale porta alla produzione di cellule T attrezzate per riconoscere e combattere le cellule tumorali nel soggetto.
1. I linfociti T (rappresentati da oggetti etichettati come "t") vengono rimossi dal sangue del paziente.
2. Quindi, in un laboratorio, il gene che codifica per i recettori dell'antigene specifico viene incorporato nelle cellule T.
3. Producendo così i recettori CAR (etichettati come c) sulla superficie delle cellule.
4. I linfociti T appena modificati vengono quindi ulteriormente raccolti e coltivati in laboratorio.
5. Dopo un certo periodo di tempo, i linfociti T ingegnerizzati vengono reinfusi nel paziente.

Le cellule T del recettore chimerico dell'antigene (note anche come cellule T CAR) sono cellule T geneticamente modificate per produrre un recettore delle cellule T artificiale utilizzati attualmente in ematologia per la terapia di alcuni tumori del sangue.

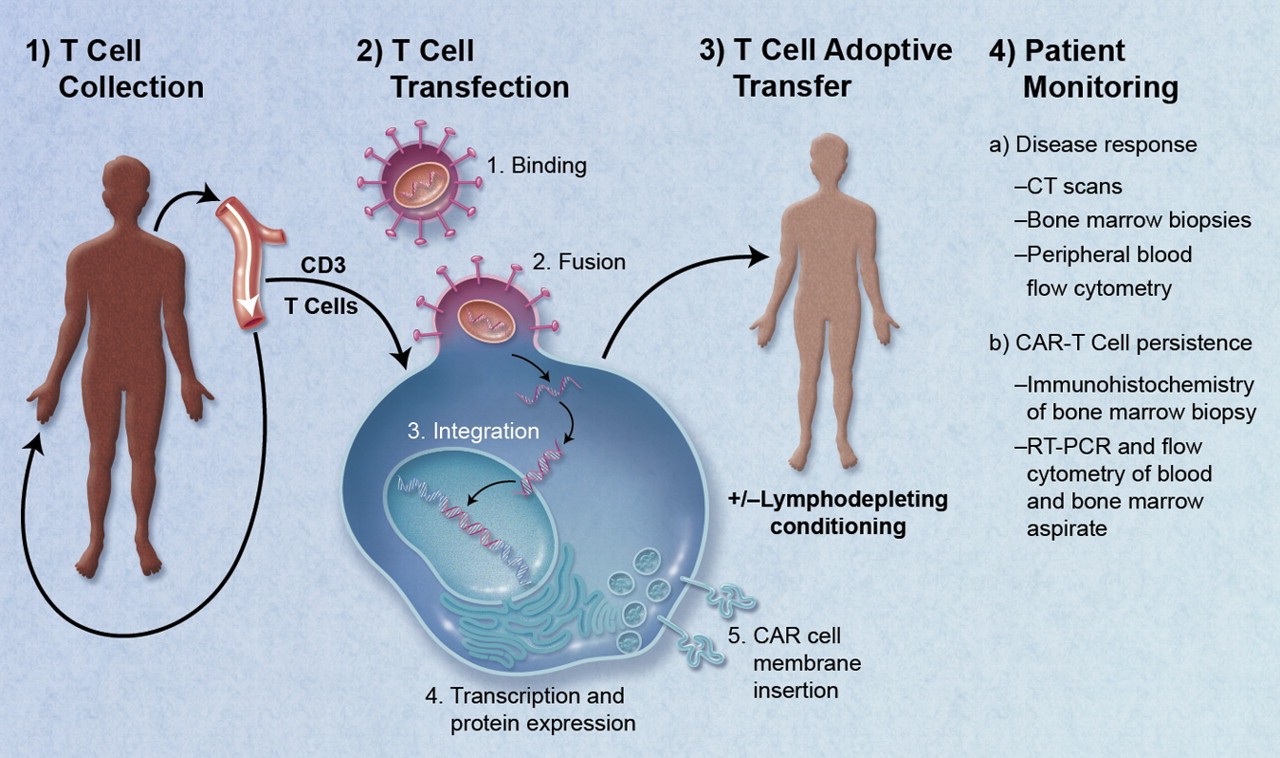
Rappresentazione della terapia di trasferimento cellulare adottivo con cellule T ingegnerizzate con CAR

I recettori chimerici dell'antigene (CAR, noti anche come immunorecettori chimerici o recettori chimerici delle cellule T o recettori delle cellule T artificiali) sono proteine recettoriali che sono state progettate per dare ai linfociti T la nuova capacità di individuare una specifica proteina. 
I recettori sono chimerici perché combinano sia le funzioni di legame dell'antigene sia quelle di attivazione dei linfociti T in un unico recettore.
La Terapia genica con le CAR-T utilizza cellule T ingegnerizzate con CAR per la terapia di alcuni tumori. 
La premessa dell'immunoterapia è che le CAR-T modifichino le cellule T per riconoscere le cellule tumorali al fine di individuarle e distruggerle in modo più efficace. I medici prelevano del sangue dal paziente, da cui poi, in laboratorio, vengono estratte le cellule T del paziente stesso, le alterano grazie all’uso di un vettore, tipicamente un lentivirus modificatoquindi infondono le cellule CAR-T nei pazienti affetti da tumore.
Le cellule CAR-T possono essere derivate da cellule T nel sangue di un paziente (autologhe) o, ancora in sperimentazione, quelle derivate dalle cellule T di un altro donatore sano (allogeniche). 
Una volta isolate, queste cellule T sono geneticamente modificate per esprimere una specifica CAR, che le programma ad indirizzare un antigene presente sulla superficie dei tumori. Le cellule CAR-T sono progettate per essere specifiche per antigeni espressi principalmente dalle cellule tumorali, ed espressi meno frequentemente dalle cellule sane.. 
Quando entrano in contatto con il loro antigene mirato su una cellula, le cellule CAR-T si legano all’antigene specifico di cui sono dotate, permettendo alla cellula T di eliminare la cellula stessa .
Le cellule CAR-T distruggono le cellule attraverso diversi meccanismi, tra cui un'estesa proliferazione cellulare stimolata, aumentando il grado di tossicità per altre cellule viventi (citotossicità) e causando l'aumento della secrezione di fattori che possono influenzare altre cellule come le citochine, interleuchine e fattori di crescita. Tra le reazioni avverse alla terapia CAR-T, è proprio la cosiddetta tempesta di citochine ad essere quella più preoccupante, legata appunto all’attivazione delle citochine, in alcuni casi esagerata da fattori quali il volume tumorale e lo stato fisiopatologico specifico del paziente. La reazione avviene tipicamente nei primi giorni, ed è spesso trattata con corticosteroidi e l’inibitore di IL6 tocilizumab.
L'immunoterapia trova impiego anche per il trattamento del glioblastoma.
La produzione di cellule CAR-T richiede alcune settimane di tempo. Il materiale biologico può viaggiare al massimo per 70 ore, viene prodotto in condizioni di alta sterilizzazione e in alcune fasi sono raggiunti i -180°C. Il costo della terapia è contrattato dalle multinazionali con i sistemi sanitari dei singoli Paesi.

## Storia
Nel 2019 vi fu il primo caso in Italia trattato con cellule CAR-T presso l'Istituto Nazionale Tumori di Milano, che all'epoca era l'unico centro nazionale abilitato ad erogare questa terapia. 
Nell'arco di 5 anni si è passati ad avere 44 centri abilitati in Italia e circa 1500-1800 pazienti trattati con le CAR-T.

## Altri impieghi
Nel 2024 le cellule CAR-T escono dall'ambito prettamente oncoemeatologico e trovano anche impiego nelle patologie immunoreumatologiche, come alcune malattie autoimmuni (ad esempio: il lupus eritematoso sistemico, la dermatomiosite giovanile, la miosite infiammatoria idiopatica e la sclerosi sistemica).

## Effetti collaterali
Nei pazienti trattati con cellule CAR-T per il tumore del sangue, circa un terzo manifesta 5-7 giorni dopo l'infusione delle cellule l'insorgenza dell'Icans (sindrome da neurotossicità associata a terapia con cellule immunoeffettrici), la complicanza più temuta della terapia. I sintomi dell'Icans sono: confusione, disturbo del linguaggio, disturbo motorio e convulsioni e, nei casi più gravi, coma o decesso.
Uno studio pubblicato dal Journal of Clinical Investigation, ha mostrato una forte correlazione fra il numero di vescicole extracellulari presenti nel sangue un'ora dopo l'infusione e lo sviluppo di Icans entro la settimana successiva. La concentrazione di vescicole è un predittore di questa complicanza, che consente di intervenire tempestivamente e di dimettere i pazienti non a rischio prima delle due settimane di ricovero abituali, liberando posti letto e ottimizzando la gestione delle risorse ospedaliere.